# تور جهانی منشوری زنده
تور جهانی منشوری زنده (به انگلیسی: The Prismatic World Tour Live) یک آلبوم ویدئویی از خواننده آمریکایی کیتی پری برای توری به همین نام است که در ۳۰ اکتبر ۲۰۱۵ توسط کپیتال رکوردز منتشر شد.